# FM-16β
FM-16β（エフエムイチロクベータ ）は、富士通が販売していた独自仕様のビジネス向けパーソナルコンピューター（パソコン）である。1984年12月3日にFMシリーズの最上位機種、16ビットパソコンの新シリーズとして発表された。

## 特徴
メインCPUは80186（クロック周波数 8MHz）。後に、80286（クロック周波数 8MHz）モデルも追加された。グラフィックはサブCPU 68B09Eによって制御され、VRAMは192KB。画面解像度は640×400ドット。テキストは文字単位で16色表示、グラフィックはドット単位で16色中8色表示。カラー2画面、モノクロ6画面のマルチページを持つ。 JIS第1・第2水準漢字ROMを標準実装（SDモデルのみ第2水準漢字表示はオプション）。キーボードは別売でJISキーボードとOASYS方式親指シフトキーボードの2種類が用意された。
OSはCP/M-86、日本語MS-DOSおよび漢字286XENIX。当初、富士通はCP/M-86を本シリーズの標準OSとして採用したが、1985年7月に方針を転換してMS-DOSを標準OSにすることを発表した。
周辺機器（ハードディスクや拡張ボードを除く）はFM-11やFM-7シリーズのものを流用できた。ソフトウェアはFM-11BS用F-BASIC V1.1上位互換のF-BASIC86 V2.0が標準で付属した。日本語CP/M-86はFM-11用CP/M-86より日本語処理機能を強化し、新たに文節変換やインライン変換、複数の登録辞書をサポートした。
| 発表年月 | 名称      | 型番      | 標準価格（円） | メインCPU  | RAM（標準/最大） | FDD           | HDD  | OS                                                 |
| -------- | --------- | --------- | -------------- | ---------- | ---------------- | ------------- | ---- | -------------------------------------------------- |
| 1984/12  | FM-16βFD  | MB25420   | 400,000        | 80186 8MHz | 512KB/1MB        | 5インチ1MB x2 | -    | CP/M-86（標準付属）、 MS-DOS（オプション）         |
| 1984/12  | FM-16βHD  | MB25425   | 725,000        | 80186 8MHz | 512KB/1MB        | 5インチ1MB x1 | 10MB | CP/M-86（標準付属）、 MS-DOS（オプション）         |
| 1985/05  | FM16βSD   | MB25410   | 325,000        | 80186 8MHz | 256KB/768KB      | 5インチ1MB x2 | -    | CP/M-86（標準付属）、 MS-DOS（オプション）         |
| 1986/03  | FM16βFDI  | FM16B-FD1 | 330,000        | 80186 8MHz | 1MB              | 5インチ1MB x2 | -    | CP/M-86、 MS-DOS、 286XENIX （いずれもオプション） |
| 1986/03  | FM16βFDII | FM16B-FD2 | 380,000        | 80286 8MHz | 1MB/4MB          | 5インチ1MB x2 | -    | CP/M-86、 MS-DOS、 286XENIX （いずれもオプション） |
| 1986/03  | FM16βHDI  | FM16B-HD1 | 605,000        | 80186 8MHz | 1MB              | 5インチ1MB x1 | 10MB | CP/M-86、 MS-DOS、 286XENIX （いずれもオプション） |
| 1986/03  | FM16βHDII | FM16B-FD2 | 655,000        | 80286 8MHz | 1MB/3MB          | 5インチ1MB x1 | 10MB | CP/M-86、 MS-DOS、 286XENIX （いずれもオプション） |

## 歴史
1982年に富士通の半導体部門が発売した低価格8ビットパソコン『FM-7』は1984年4月の販売終了までに22万台を売り上げ、パソコンのシェアで富士通はシャープを抜いて日本電気に次ぐ2位の座に上り詰めた。一方で、コンピュータ部門が1981年に発売した企業向け高級16ビットパソコン『FACOM 9450』は日本電気のN5200や日本IBMのマルチステーション5550と対等な戦いを繰り広げていた。
日本電気のコンピュータ部門は1982年に同社半導体部門の従来機との互換性を重視した16ビットパソコン『PC-9801』を開発。オフィスコンピュータで業務処理を手がけてきた経験を活かし、サードパーティーのソフトハウスに対して発売前から積極的に開発を支援。対応アプリケーションソフトを増やしてユーザーとソフトハウスの囲い込みに成功した。一方、FM-11はプログラミング言語にデファクトスタンダードのMicrosoft BASICではなく独自ブランドのF-BASICを採用したことで、他社製機種からの移行を難しくし、対応ソフトが少ないままであった。
FM-16βは半導体部門がFMシリーズの最上位機種として開発した。外部記憶装置に5インチ1MBフロッピーディスクを標準として採用し、キーボードはJIS配列とOASYS方式親指シフト配列が選択できた。日本電気は、1983年末にPC-9801Fを発売した時点では5インチ1MBフロッピーディスクは信頼性が低いとして採用を見送ったが、FM-16βの登場に合わせて1MBフロッピーディスクドライブを内蔵したPC-9801Mを発売した。
FM-16β発売時の機種に対する評価は悪くなかったが、富士通のパソコン戦略の誤りが日本電気に決定的な差を付けられる結果となった。富士通はFM-16βをビジネス向けと位置づけたにもかかわらず、担当は産業市場を相手に電子部品を供給する半導体部門であった。また、標準OSとして当時優勢になりつつあったMS-DOSではなく、CP/M-86を推進した。1985年5月、富士通は電算機事業本部にパーソナル機器事業部を新設し、パソコンの開発担当を半導体部門からコンピュータ部門に移管する。7月には標準OSをCP/M-86からMS-DOSに変更することを宣言した。この時点ではもはや手遅れで、16ビットパソコン市場における日本電気のシェアは90%を超えることになった。
1987年2月、FM-16βはアーキテクチャーを一新したFMRシリーズに置き換えられた。FM-16β用の周辺機器はディスプレイやキーボードを含むほとんどがFMRシリーズに流用できなかった。これについてパソコン雑誌『月刊アスキー』は、「OASYS環境を融合するのが目的であれば、ディスプレイやハードディスクなどの従来機との互換性を捨てる必要はないはず。（中略）今回の大幅な設計変更には何か別のストーリーがあるはずである。それが何なのかはっきりしないが、富士通が昨年暮れに明らかにした、80386マシンの87年度中の発売に何か関係があるのかもしれない。」とコメントした。この新しいアーキテクチャーは1989年に発売されたFM TOWNSへ繋がることになった。